# Tisinec, Stropkov
Tisinec este o comună slovacă, aflată în districtul Stropkov din regiunea Prešov. Localitatea se află la altitudinea de 195 m deasupra n.m., se întinde pe o suprafață de 3,76 km2 și în 2017 număra 447 de locuitori.

## Istoric
Localitatea Tisinec este atestată documentar din 1379.

## Demografie
| An:                | 1994 | 2004    | 2014    | 2024    |
| ------------------ | ---- | ------- | ------- | ------- |
| Număr de persoane: | 338  | 428     | 382     | 484     |
| Diferență:         |      | +26,62% | −10,74% | +26,70% |

| An:                | 2023 | 2024   |
| ------------------ | ---- | ------ |
| Număr de persoane: | 481  | 484    |
| Diferență:         |      | +0,62% |